# Nanortalik Heliport
Nanortalik Heliport (IATA: JNN, ICAO: BGNN) er en grønlandsk heliport beliggende i Nanortalik med et asfaltlandingsområde på 60 m x 20 m. I 2008 var der 4.627 afrejsende passagerer fra heliporten fordelt på 632 starter (gennemsnitligt 7,32 passagerer pr. start).
Nanortalik Heliport drives af Mittarfeqarfiit, Grønlands Lufthavnsvæsen. Statens Luftfartsvæsen fører tilsyn med heliporten.

## Eksterne links
- AIP for BGNN fra Statens Luftfartsvæsen Arkiveret 24. februar 2012 hos  Wayback Machine